# 4096
4096(사천구십육)은 4095보다 크고 4097보다 작은 자연수다.

## 수학
- 합성수로, 그 약수는 총 13개다. (1, 2, 4, 8, 16, 32, 64, 128, 256, 512, 1024, 2048, 4096)
  - 4096의 진약수의 합은 4095이므로, 4096은 부족수다.
- 64번째 제곱수(642)다. 앞의 제곱수는 3969, 다음은 4225다.
- 16번째 세제곱수(163)다. 앞의 세제곱수는 3375, 다음은 4913이다.
- 8번째 네제곱수(84)다. 앞의 네제곱수는 2401, 다음은 6561이다.
- 2번째 12제곱수(212)다. 다음 12제곱수는 531441이다.
- 4096 = 40×9+6. 54번째 프리드먼 수다.

## 과학
- NGC 4096(영어판): 큰곰자리 방향에 있는 나선 은하.

## 기타
- HLLP.4096: 컴퓨터 바이러스의 하나.